# Tótkomlós
Tótkomlós [tótkomlóš] (slovensky Slovenský Komlóš, rumunsky Tot Comlăuș, Totcomloș, ukrajinsky Тоткомлош, Totkomloš) je město v jihovýchodním Maďarsku v župě Békés, spadající pod okres Orosháza. Je známé jako město s velkou slovenskou menšinou, která zde tvoří 21,5 % obyvatelstva. Nachází se blízko hranic se župou Csongrád-Csanád a s Rumunskem, asi 37 km jihozápadně od Békéscsaby. V roce 2015 zde žilo 5 995 obyvatel. Podle statistik z roku 2011 zde bylo 82,7 % Madarů, 21,5 % Slováků, 2 % Romů, 0,6 % Rumunů a 0,6 % Němců, v roce 2001 zde byly i nepatrné slovinské menšiny.
Nejbližšími městy jsou Csanádpalota, Hódmezővásárhely, Makó, Mezőhegyes, Mezőkovácsháza a Orosháza. Blízko jsou též obce Békéssámson, Csanádalberti, Földeák, Kardoskút, Kaszaper, Királyhegyes, Nagyér a Óföldeák.
Nachází se zde termální lázně Rózsafürdő.